# Иванка Трохар
Иванка Трохар (Фужине, код Делница, 17. јануар 1923 — Драганић, код Карловца, 31. октобар 1944) била је учесница Народноослободилачке борбе и народни херој Југославије.

## Биографија
Рођена је у породици сиромашног занатлије. Основну школу похађала је у Фужинама. После основне школе није наставила образовање, јер јој родитељи нису имали новца. Године 1939, на курсу за есперантисте, упознала се с руководиоцима СКОЈ-а, после чега је убрзо и постала чланица ове организације.
Одмах после окупације Југославије 1941. године, као чланица СКОЈ-а, радила је на припремама за оружани устанак, у виду скупљања хране, одеће, оружја и муниције. Тада је била и чланица Котарског комитета СКОЈ-а Делнице, те вршила задатке на ослобођеној и полуослобођеној територији. Почетком 1942, постала је чланица Комунистичке партије Југославије. У марту исте године, ухапсила ју је италијанска полиција, али су ју пустили истог дана због помањкања доказа.
После изласка из затвора, отишла је у партизане и постала борац батаљона „Матија Губец“. Учествовала је у нападу и ослобођењу Мркопља, а после тога у свим акцијама Горанске партизанске чете. Радила је и на организацији омладине у партизанским јединицама. Због тога је Приморско-горански партизански одред већ 1942. имао у свом саставу чету састављену искључиво од омладинаца с подручја делничког котара.
Исте године, Иванка је кроз шуме, мимо окупаторских гарнизона, повела 30 омладинаца и омладинки на Окружно саветовање омладине Горског котара у Дрежници код Огулина. Тада је организовала прикупљање материјалне помоћи за српску омладину Дрежнице страдале од напада непријатељских јединица и формирање радних чета које су радиле на обнови села. Ове радне чете учествовале су и у евакуацији рањеника из партизанске болнице бр. 7, током непријатељског напада.
У новембру 1942. године, Иванка је, као представница омладине Горског котара, учествовала на Првом конгресу УСАОЈ-а, где је одржала реферат.
Године 1943, постала је чланица Котарског комитета КПХ за Фужине, чланица Секретаријата Окружног одбора УСАОХ-а, чланица Окружног комитета СКОЈ-а за Горски котар и чланица Котарског НОО-а Фужине. Ратни напори нарушили су јој здравље, па је 1944. године упућена на лечење.
У време непријатељске офанзиве у октобру 1944, радила је на терену Брода на Купи. Једног су ју дана, у близини Брода, заробиле усташе. Иванка је око 20 дана била подвргнута мучењу и испитивању. После тога јој је суд у Карловцу изрекао смртну казну, која је извршена 31. октобра 1944. године, обесили су ју у селу Драганић у близини Карловца.
Указом председника ФНР Југославије Јосипа Броза Тита 24. јула 1953. проглашена је за народног хероја.